# Ivana Ebelová
Ivana Ebelová, rozená Firlová (* 4. ledna 1961 České Budějovice), je česká archivářka, historička, pedagožka, od roku 2019 vedoucí Katedry pomocných věd historických a archivního studia FF UK.
Po absolvování Gymnázia J. V. Jirsíka v Českých Budějovicích studovala dva roky (1980–1982) na Fakultě vnitřního lékařství UK v Praze, poté začala pracovat ve Státním ústředním archivu a v letech 1983–1987 studovala archivnictví na FF UK, kde pokračovala interní vědeckou aspiranturou v letech 1988–1993. Od roku 1993 působí na téže katedře jako odborný asistent a v roce 2019 převzala vedení katedry po prof. Marii Bláhové.
V odborné práci se věnuje novověké latinské paleografii, dějinám stavebních řemesel, židovským dějinám, dějinám samosprávy včetně vydávání městských knih.